# I Fight Dragons
I Fight Dragons es una banda originaria de Chicago. Su música es una combinación de rock, pop y electrónica (Alternate). Generalmente su música de fondo está basada en los videojuegos clásicos de Nintendo. Sus álbumes y videos tienen referencias a los personajes de la consola antes mencionada. Es considerada como una de las mejores bandas de música alternativa de la actualidad en Estados Unidos.

## Acoladas
A principios de 2012, Nintendo encargó un vídeo musical en 3D ("Save World Get Girl"), video que apareció en la Nintendo 3DS, junto con los videos de The Shins, OK Go, Death Cab For Cutie, y Skrillex.
"The Geeks Will Inherit the World" consiguió el puesto #1 en las ventas de E.U.A en diciembre de 2011. I Fight Dragons fue nombrado como una de las 100 mejores bandas de música alternativa.
En mayo de 2009, I Fight Dragons ganó el concurso del Chicago Metromix Rock 'n' Vote, presentado por Metromix como la mejor banda de Chicago. En un concurso de música, Metromix da a elegir la mejor banda de música a través de su sitio web oficial y I Fight Dragons obtuvo más del 50% de las votaciones.

## Historia
I Fight Dragons se formó en 2009, y lanzaron su EP de debut, Cool is number one. El 6 de febrero de 2009 cantaron en el Salón de Chicago Elbo por lo que empezaron a cantar en varios clubes alrededor de Chicago a principios de 2009, incluyendo una exhibición local de WXRT-FM.
En junio de 2009, Mike Mentzer dejó la banda para seguir su carrera en solitario y fue sustituido por Packy Lundholm, que había tocado la batería en el primer EP de la banda, y desde entonces tocó la guitarra solista en la banda.
El 25 de julio de 2009, I Fight Dragons encabezó el Metro en Chicago por primera vez. Este espectáculo fue capturado como un DVD en vivo, y una edición limitada de 500 ejemplares numerados y firmados del DVD, titulado "Fight with the Dragon!”, fueron lanzados en enero de 2010.
En agosto de 2009, tocaron en Chicago Vans Warped Official Tour. Dave Midell dejó la banda para dedicarse a causas humanitarias. Chad Van Dahm fue contratado como el nuevo baterista.
En septiembre, la banda firmó con el administrador de JJ Italiano y con la reserva de agente de Gabriel Apodaca del Grupo de la Agencia.
En octubre, Dragons realizaron su primera gira nacional en la cual tocaron música al estilo punk y hip hop nerdcore-artista MC Chris. Tocaron en 45 espectáculos de Estados Unidos a partir del 1 octubre a 24 noviembre.
El 21 de junio de 2010, la World Wrestling Entertainment (WWE) anunció que su canción "Money" de su álbum de 2009, "Cool Just Is A Number" seria el tema oficial del evento Money In The Bank en su primera edición de ese mismo año.
A mediados de 2016 y en la actualidad (2017), no se sabe mucho sobre la banda solo que están dando pequeños conciertos y trabajando en un nuevo material discográfico.

## Discografía
- Cool Is Just A Number (2009)
- IFD Amnesty2 (2009)
- Overcool (2010)
- Welcome to the Breakdown (2010)
- The Geeks Will Inherit the Earth (sencillo) (2011)
- KABOOM! (2011)
- The near future (2014)
- Cannon Eyes (2019)

## KABOOM!
Track Listing del Álbum Kaboom
1. "Fanfare" - 0:30.
2. "Kaboom!" - 3:16.
3. "Save World Get Girl" - 2:46.
4. "cRaZie$" - 2:58.
5. "Gloria (Interlude)" - 0:52.
6. "My Way" - 3:27.
7. "With You (feat. Kina Grannis)" - 3:31.
8. "Fight For You" - 3:02
9. "The Geeks Will Inherit the Earth" - 3:07.
10. "Disaster Hearts" - 3:29.
11. "Don't You?" - 3:45.
12. "Working" 3:03.
13. "Before I Wake" - 3:57.
14. "Suburban Doxology" - 3:54.